# Ioannes Zonaras
Ioannes Zonaras (tiếng Hy Lạp: Ἰωάννης Ζωναρᾶς, Iōánnēs Zōnarâs; ? – ?) là nhà biên niên sử và nhà thần học Đông La Mã sống ở Constantinopolis. Dưới thời Hoàng đế Alexios I Komnenos ông từng giữ chức trưởng quan tư pháp và thư ký riêng (protasēkrētis) cho hoàng đế, nhưng sau cái chết của Alexios, ông đã từ quan lui về ẩn cư tại tu viện St Glykeria, sống nốt quãng đời còn lại để chú tâm vào việc viết sách.

## Tác phẩm
Tác phẩm quan trọng nhất của ông có nhan đề Trích đoạn Lịch sử (tiếng Hy Lạp: Ἐπιτομὴ Ἱστοριῶν, tiếng Latinh: Epitome Historiarum), gồm 18 quyển, kéo dài từ sự kiện Chúa sáng tạo ra thế giới cho đến cái chết của Alexios (1118). Phần trước đó phần lớn lấy từ Josephus; về lịch sử La Mã thì ông chủ yếu dựa theo Cassius Dio cho tới đầu thế kỷ thứ ba. Giới học giả đương đại đặc biệt quan tâm đến câu chuyện của ông về thế kỷ thứ ba và thứ tư, phụ thuộc vào nguồn sử liệu, nay đã thất truyền, mà người ta hay tranh cãi gay gắt về bản chất của nó. Trọng tâm của cuộc tranh luận này là công trình của Bruno Bleckmann, mà những tranh luận như vậy có xu hướng được giới học giả lục địa ủng hộ nhưng bị giới học giả nói tiếng Anh phản đối một phần. Bản dịch tiếng Anh của những phần quan trọng này gần đây đã được xuất bản: Thomas Banchich and Eugene Lane, The History of Zonaras from Alexander Severus to the Death of Theodosius the Great (Routledge 2009). Phần nguyên bản chính yếu trong bộ sử của Zonaras là đoạn nói về thời trị vì của Alexios Komnenos, người mà ông chỉ trích vì lợi ích dành cho các thành viên trong gia tộc của hoàng đế, đã được Alexios giao lại đống điền sản to lớn và các chức vụ quan trọng. Nikitas Akominatos đã kế tục bộ sử này.
Các tác phẩm khác viết về Giáo hội đều được gán cho Zonaras — những bình phẩm về các Đức Cha và những bài thơ của Gregory xứ Nazianzus; tiểu sử các Thánh; và một bài luận về Điều lệ các Tông Đồ— và không có lý do gì để nghi ngờ sự chân thật của chúng. Tuy vậy, bộ từ điển được lưu truyền dưới tên ông (bản do J. A. H. Tittmann biên tập năm 1808) có lẽ là tác phẩm của một người nào đó tên là Antonius Monachus (Stein's Herodotus, ii. 479 f).
Sự lên án lần đầu tiên về bộ môn cờ vua của Giáo hội Chính thống phương Đông đã được Zonaras thuật lại. Đó là trong thời gian đi tu tại tu viện Mt. Athos rằng ông đã viết những lời bình luận của mình về các quy tắc của Giáo hội phương Đông. Danh sách các quy tắc ban đầu được gọi là Điều lệ các Tông Đồ yêu cầu cả giáo sĩ và giáo dân phải từ bỏ việc sử dụng xúc xắc (Nghị định 50). Zonaras mong muốn giáo sĩ và giáo dân nên bỏ chơi cờ vua. Zonaras, khi giải thích về Nghị định 50, đã viết, "Do một số các giám mục và tu sĩ đã xa rời đức hạnh và chơi cờ vua (zatikron) hoặc xúc xắc hay uống quá chén, Quy định bắt buộc những chuyện như vậy phải ngưng ngay hoặc bị đuổi cổ ra khỏi đây; và nếu một vị giám mục, người cao tuổi, phó tế, phó trợ tế, độc giả hoặc ca sĩ không dừng lại được thì sẽ bị trục xuất: và nếu giáo dân chơi cờ và say rượu, họ sẽ bị khai trừ."
Một trong số các tác phẩm của Zonaras là những cuộc chinh phạt của Hoàng đế Basileios II ở Trung Đông và Châu Phi từ năm 990 đến năm 1001, mô tả trận đánh ở Antiochia Damascus và Baghdad. Ông phân tích kỹ lưỡng cuộc hành binh của đại quân Đông La Mã tới Jerusalem và Antiochia.